# Взаємозавадна швидкість

The velocity obstacle VO_{AB} for a robot A, with position x_{A}, induced by another robot B, with position x_{B} and velocity v_{B}.

У робототехніці та плануванні руху, взаємозавадна швидкість (англ. Velocity Obstacle, зазвичай скорочено V.O) — це швидкість агента, яка призведе до зіткненні з іншим агентом в якийсь момент часу, за умови, що інший агент зберігає свою поточну швидкість. Якщо агент вибирає швидкість всередині множини взаємозавданих швидкостей, то два агенти в кінцевому підсумку стикаються, якщо він вибирає швидкість поза взаємозавадними швидкостями, таке зіткнення гарантовано не відбувається.
Цей алгоритм запобігання зіткнень для агента було неодноразово пере відкрито і опубліковано під різними назвами: у 1989 році як підход бортового маневрування (англ. maneuvering-board approach), у 1993 його було вперше представлено як «взаємозавадну швидкість», у 1998 році, як зіткнення конусів і у 2009 році заборонених карт швидкості. Цей же алгоритм використовується у морській навігації з 1903 року.
Взаємозавадна швидкість для агента спровокована агентом може бути описана як:
{\displaystyle VO_{A|B}=\{\mathbf {v} \,|\,\exists t>0:(\mathbf {v} -\mathbf {v} _{B})t\in D(\mathbf {x} _{B}-\mathbf {x} _{A},r_{A}+r_{B})\}}
де {\displaystyle A} є радіус-вектором {\displaystyle \mathbf {x} _{A}} з радіусом {\displaystyle r_{A}}, а {\displaystyle B} — радіус-вектором {\displaystyle \mathbf {x} _{B}} з радіусом {\displaystyle r_{B}}, та швидкістю {\displaystyle \mathbf {v} _{B}}. {\displaystyle D(\mathbf {x} ,r)} репрезентує круг перешкоди руху з центром {\displaystyle \mathbf {x} } та радіусом {\displaystyle r} .
Варіації алгоритму: загальна взаємозавадна швидкість (англ. common velocity obstacles - CVO), часоконечні взаємозавадні швидкості (англ. finite-time-interval velocity obstacles - FVO), узагальнені перешкоди швидкості (англ. generalized velocity obstacles - GVO), гібридні взаємні перешкоди швидкості (англ. hybrid reciprocal velocity obstacles - HRVO), нелінійні взаємозавадні швидкості (англ. nonlinear velocity obstacles -  NLVO), взаємні перешкоди швидкості (англ. reciprocal velocity obstacles - РВО) і рекурсивно імовірнісні взаємозавадні швидкості (англ. recursive probabilistic velocity obstacles - PVO).